# Павловка (Лямбірський район)
Па́вловка (рос. Павловка, ерз. Павловка) — село у складі Лямбірського району Мордовії, Росія. Входить до складу Скрябінського сільського поселення.

## Населення
Населення — 206 осіб (2010; 203 у 2002).
Національний склад (станом на 2002 рік):
- росіяни — 69 %
- ерзяни — 28 %